# Чемпіонат світу з гірського бігу (довга дистанція) 2018
Чемпіонат світу з гірського бігу на довгій дистанції 2018 був проведений 24 червня 2018 на трасі, прокладеній навколо польського міста Карпача. Спортсмени стартували та фінішували в цьому місті, а під час подолання дистанції довжиною 36 км та перепадом висот у 2110 метрів двічі забігали майже на вершину гори Снєжка (1579 метрів над рівнем моря).
Були розіграні 4 комплекти медалей (по 2 в особистому та командному заліках серед чоловіків та жінок). Місце в командній першості визначалось за сумою місць, які посіли перші три спортсмени кожної країни в індивідуальному заліку.
Склад збірної України на чемпіонат світу (загалом 5 чоловіків та 5 жінок) був затверджений Виконавчим комітетом ФЛАУ 8 червня 2018.

## Призери

### Чоловіки
| Першість | Золото                                         | Золото  | Срібло                                     | Срібло  | Бронза                                                       | Бронза  |
| -------- | ---------------------------------------------- | ------- | ------------------------------------------ | ------- | ------------------------------------------------------------ | ------- |
| Особиста | Алессандро Рамбальдіні (ITA)                   | 2:39.18 | Роберт Крупічка (CZE)                      | 2:40.55 | Джозеф Грей (USA)                                            | 2:41.02 |
| Командна | Чехія Роберт Крупічка Їржи Чіпа Ондржей Фейфар | 15 очок | США Джозеф Грей Енді Вакер Ентоні Косталес | 18 очок | Італія Алессандро Рамбальдіні Даніеле де Коло Емануеле Манці | 40 очок |

### Жінки
| Першість | Золото                                                  | Золото  | Срібло                                                           | Срібло  | Бронза                                             | Бронза  |
| -------- | ------------------------------------------------------- | ------- | ---------------------------------------------------------------- | ------- | -------------------------------------------------- | ------- |
| Особиста | Шарлотт Морган (GBR)                                    | 3:08.24 | Домініка Стельмах (POL)                                          | 3:08.46 | Сільвія Рампаццо (ITA)                             | 3:10.32 |
| Командна | Австрія Сандра Коблмюллер Катаріна Ципсер Карін Фрайтаг | 28 очок | Велика Британія Шарлотт Морган Вікторія Вілкінсон Нікола Джексон | 30 очок | Румунія Деніса Драгомір Андрея Піску Інгрід Муттер | 31 очко |

## Виступ українців
В командному заліку українська збірна посіла на чемпіонаті 14 місце (166 очок) серед чоловічих та 11 місце (121 очко) серед жіночих команд.

### Чоловіки
| Місце | Атлет                    | Результат |
| ----- | ------------------------ | --------- |
| 43    | Сергій Попов (Квм)       | 3:05.42   |
| 61    | Ігор Слюсаренко (Пл)     | 3:24.22   |
| 62    | Сергій Сапіга (Тр)       | 3:26.02   |
| 65    | Володимир Крицкалюк (ІФ) | 3:32.44   |
| 69    | Костянтин Железов (Квм)  | 3:46.21   |

### Жінки
| Місце | Атлетка              | Результат |
| ----- | -------------------- | --------- |
| 30    | Юлія Тарасова (Од)   | 3:36.57   |
| 45    | Олена Хашко (Квм)    | 4:18.52   |
| 46    | Ірина Войтович (Вл)  | 4:19.31   |
| 51    | Анна Опанасюк (Чрк)  | 4:38.22   |
| 52    | Аліса Діхтенко (Квм) | 4:40.41   |